# François Cosset
François Cosset († 1673) war ein französischer Komponist.
Cosset entstammte der Picardie. 1628 wurde er Succentor an der Kathedrale von St. Quentin. Weitere Ämter als Kapellmeister der Kathedralen von Laon, Senlis, Paris, Reims und Amiens folgten. Cosset schrieb mehrere Messen über gregorianische Cantus firmi.

## Werke
- 2 vierstimmige Messen (Anthologie de Musique Sacrée, Paris 1926)